# Carmen Rossi
Carmen Cesariny Hernández (Málaga, 10 de enero de 1932-Alcalá de Henares, Madrid; 2 de octubre de 2007) más conocida como Carmen Rossi, fue una actriz española.

## Biografía
Carmen Rossi era hija de los actores Pablo Rossi, siendo su nombre real Pablo Cesariny y de Josefina Hernández del Río. Era también nieta de actores. Tras una extensa carrera sobre los escenarios, su popularidad se vio incrementada en su última etapa profesional gracias a la televisión. En este medio venía trabajando desde los años sesenta (Estudio 1, Novela), pero fue desde los años noventa cuando mantuvo una presencia asidua en numerosas series de éxito como Hospital Central (2004-2005), Paco y Veva (2004), ¿Quién da la vez?, Éste es mi barrio (1996-1997), Un lugar en el mundo (2003), Celia (1992) o, sobre todo, Manos a la obra (1997-2001), donde interpretó a la bondadosa pero posesiva Carmina, la madre de Benito (Carlos Iglesias), uno de los protagonistas. Repitió el papel en la secuela de la serie, Manolo & Benito Corporeision (2006-2007).
En el ámbito del cine, destaca su presencia como actriz secundaria en películas como Un franco, 14 pesetas (2006), Malena es un nombre de tango (1996) o Tres palabras (1993).
Carmen Rossi también desarrolló su carrera sobre las tablas, con obras como Doña Diabla (1960), de Luis Fernández Ardavín, Otelo (1971) de Shakespeare, El Buscón (1972) de Quevedo,  Traidora con José Luis Gómez, El alcalde de Zalamea (1979), de Calderón de la Barca, Caimán (1981), de Antonio Buero Vallejo, Un marido de ida y vuelta (1986) de Jardiel Poncela, La puerta del ángel (1986) de José López Rubio,  La enamorada del Rey (1988), de Ramón María del Valle-Inclán, Don Juan Tenorio (1988, 1990, 1997, 1998 y 1999), de José Zorrilla, Lope de Aguirre, traidor (1992), de José Sanchís Sinisterra, Vida y muerte del poeta Cervantes (1993) de Josef Szajna, Entre Tinieblas/La Función (1993) de Pedro Almodóvar, La muralla (1994), de Joaquín Calvo Sotelo, Serafín, el pinturero (1995), de Carlos Arniches, Doña Rosita la soltera (1998), con dirección de José Tamayo y La tabernera de los cuatro vientos con Gustavo Pérez Puig, entre otras.
Sus actuaciones en zarzuela incluyen las obras La verbena de la Paloma, con Emilio Sagi; El dúo de la africana, con José Luis Alonso; y Doña Francisquita, con José Tamayo y El año pasado por agua.
La actriz malagueña falleció en el Hospital Príncipe de Asturias de Alcalá de Henares (Madrid), a causa de un cáncer de pulmón a los 75 años de edad.

## Trayectoria profesional

### Cine
- Un franco, 14 pesetas (2006)
- El Lobo (2004)
- La vuelta de El Coyote (1998)
- Malena es un nombre de tango (1996)
- Adosados, (1996) [nota 1]
- Los hombres siempre mienten (1995)
- Tres palabras (1993)
- La viuda del Capitán Estrada (1991)
- Café, coca y puro, (1985)
- Y del seguro... líbranos, Señor!, (1983)
- El arreglo (1983)
- Buscando a Perico (1982)
- El poderoso influjo de la luna (1980)
- La trastienda (1975)
- Juego de hombres, (1963)

### Televisión
- Manolo & Benito Corporeision [nota 2]
  - Manolo y Benito Corporeision (25 de diciembre de 2006)
  - Uno de los nuestros (1 de enero de 2007)
  - Las mirindas de Velázquez (8 de enero de 2007)
  - I loft you (15 de enero de 2007)
  - Los milagros de Milagros (22 de enero de 2007)
  - Benito y el hijo pródigo (29 de enero de 2007)
  - Esta corrala es una ruina (5 de febrero de 2007)
  - Casi todos a la cárcel (12 de febrero de 2007)
  - La habitación del pa-chino (19 de febrero de 2007)
  - Hoy no me quiero ir a currar (26 de febrero de 2007)
  - Un alcalde en la corrala (5 de marzo de 2007)
  - El autor, el autor... (12 de marzo de 2007)
- El comisario
  - Ángela (28 de enero de 2005)
- Hospital Central
  - Entre la vida y la muerte (24 de noviembre de 2004)
  - Happy hour (19 de julio de 2005)
  - ... o calle para siempre (14 de diciembre de 2005)
  - No quieras con desgana (12 de septiembre de 2006)
  - Sangre de mi sangre (11 de octubre de 2006)
- Paco y Veva [nota 3]
  - Año nuevo, vida nueva (8 de enero de 2004)
  - Ni en tu casa ni en la mía (15 de enero de 2004)
  - Alquila como puedas (22 de enero de 2004)
  - Este bajo es una ruina (29 de enero de 2004)
  - Peor solo que bien acompañado (5 de febrero de 2004)
  - Los ángeles existen (12 de febrero de 2004)
  - Top Secret (19 de febrero de 2004)
  - Un extraño en mi cama (26 de febrero de 2004)
  - Paripé (4 de marzo de 2004)
  - Problemas funcionales (18 de marzo de 2004) [nota 4]
  - Sé infiel, pero mira con quién (10 de septiembre de 2004)
  - Máxima rivalidad (17 de septiembre de 2004)
  - Ya es primavera en Cupido Express (24 de septiembre de 2004)
  - ¿Nos conocemos? (1 de octubre de 2004)
  - Duelo de cucharas en Cupido Express (8 de octubre de 2004)
  - El ex siempre llama dos veces (15 de octubre de 2004)
  - La vie en rose (22 de octubre de 2004)
  - Una noche en la ópera (29 de octubre de 2004)
  - Embarazosa situación (29 de octubre de 2004)
- Un lugar en el mundo
  - La llegada (6 de abril de 2003)
  - Tiempo de amistad (13 de abril de 2003)
  - Somos novios (20 de abril de 2003)
  - Problemas de pareja (27 de abril de 2003)
  - Segunda oportunidad (4 de mayo de 2003)
  - La huida (20 de marzo de 2004)
  - Dos estrellas (27 de marzo de 2004)
  - De principio a fin (3 de abril de 2004)
  - Temporada alta (10 de abril de 2004)
  - Un pequeño secreto (17 de abril de 2004)
  - Volver a empezar (24 de abril de 2004)
  - El regreso (1 de mayo de 2004)
  - Futuro incierto (8 de mayo de 2004)
- Manos a la obra [nota 5]
- Pasen y vean
  - ¡Que viene mi marido! (20 de febrero de 1997)
- Éste es mi barrio

- - ¡Adiós, Facundo! (13 de septiembre de 1996)
  - Si yo fuera rico (20 de septiembre de 1996)
  - Dulce laboro (27 de septiembre de 1996)
  - Cándido, el labrador (4 de octubre de 1996)
  - Honrarás a tu padre (11 de octubre de 1996)
  - Cosas de familia (18 de octubre de 1996)
  - Barrio S. A. (25 de octubre de 1996)
  - Un abuelo de ida y vuelta (1 de noviembre de 1996)
  - El trotamundos (8 de noviembre de 1996)
  - Bisnes son bisnes (15 de noviembre de 1996)
  - Las hembras de Cándido (22 de noviembre de 1996)
  - Fin de carrera (29 de noviembre de 1996)
  - Ayudarás a tu prójimo (1996)
  - Días de sombras (1996)
  - Tiempo de dolor (1996)
  - Feliz Navidad (1996)
  - La última campanada (1997)
  - La resurrección de don Ángel (1997)
  - Pleitos tengas y los ganes (1997)
  - La huésped del sevillano (3 de julio de 1997)
  - Una chica para Remi (1997)
  - Un difunto para dos (17 de julio de 1997)
  - Amor y cera (24 de julio de 1997)
  - Sexo triste (31 de agosto de 1997)
  - Tira millas (7 de agosto de 1997)
  - No hay más cera que la que arde (14 de agosto de 1997)
  - La prueba del nueve (28 de agosto de 1997)
  - ¡Qué rica, la tía! (1997)
  - El partido del año (1997)
  - Visto para sentencia (1997)
  - A veces los sueños se cumplen (1997)

- Juntas pero no revueltas
  - Nuestro encuentro (18 de mayo de 1996)
- Historias del otro lado
  - Eternamente (31 de enero de 1996)
  - El despacho del doctor Armengot (28 de abril de 1996)
- ¿Quién da la vez?
  - Volver con la frente marchita (17 de enero de 1995)
- Compuesta y sin novio
  - La boda (19 de septiembre de 1994)
- Farmacia de guardia
  - El caso de la mano negra (28 de octubre de 1993)
  - Con las manos en la caja (13 de enero de 1994)
  - El apagón (19 de mayo de 1994)
  - El adminículo (19 de enero de 1995)
- Celia
  - Soy Celia (5 de enero de 1993)
  - Doña Benita (12 de enero de 1993)
  - ¡El verano! (19 de enero de 1993)
  - En el colegio (26 de enero de 1993)
  - Ni santa ni mártir (2 de febrero de 1993)
  - ¡Hasta la vista! (9 de febrero de 1993)
- Brigada Central II: La guerra blanca [nota 6]
  - Érase una vez dos polis (4 de octubre de 1992)
- Una hija más
  - Familia cristiana (17 de marzo de 1991)
- La forja de un rebelde
  - Capítulo 1 (30 de marzo de 1990)
  - Capítulo 2 (6 de abril de 1990)
  - Capítulo 3 (13 de abril de 1990)
  - Capítulo 4 (20 de abril de 1990)
- Primera función 
  - Vidas en blanco (31 de agosto de 1989)
  - Prohibido en otoño (28 de septiembre de 1989)
  - Malvaloca (7 de diciembre de 1989)
- Don Juan Itinerante (Película de televisión), (1988)
- Tristeza de amor
  - Regina et Imperatrix (6 de mayo de 1986)
- Segunda enseñanza
  - De Beltrán, Beltraneja (17 de abril de 1986)
- Escrito para televisión
  - La mujer de arriba (4 de septiembre de 1984)
- Teatro breve
  - Gazpacho andaluz (24 de enero de 1980)
- Teatro estudio
  - La Plaza de Berkeley (24 de octubre de 1977)
- Los libros
  - 'El Jayón' de Concha Espina (28 de junio de 1976)
- El Teatro
  - La coqueta y Don Simón (30 de diciembre de 1974)
  - Lo invisible (31 de marzo de 1975)
- La cometa naranja
  - Riquet, el de Copete (8 de julio de 1974)
- Noche de teatro
  - El poder y la gloria (21 de junio de 1974)
- A través de la niebla
  - Un viento de esperanza (20 de diciembre de 1971)
  - La llamada (27 de diciembre de 1971)
- Diana en negro
  - Blanco significa inocencia (17 de abril de 1970)
- La Risa española
  - Es mi hombre (7 de marzo de 1969)
- La Pequeña comedia
  - El anuncio (21 de junio de 1968)
- Las doce caras de Juan
  - Capricornio (16 de diciembre de 1967)
- Estudio 1

- - Baile en capitanía (28 de diciembre de 1966)
  - Todos eran mis hijos (1 de febrero de 1967)
  - En Flandes se ha puesto el sol (19 de julio de 1967)
  - Corona de amor y muerte (1 de noviembre de 1967)
  - La rueda (14 de noviembre de 1967)
  - Mesas separadas (28 de noviembre de 1967)
  - El comprador de horas (16 de enero de 1968)
  - El sepulcro vacío (2 de abril de 1968)
  - El collar (18 de marzo de 1969)
  - El proceso del arzobispo Carranza (1 de abril de 1969)
  - Hoy es fiesta (12 de marzo de 1970)
  - Las ratas suben a la ciudad (4 de junio de 1970)
  - Los milagros del desprecio (14 de julio de 1972)
  - La venda en los ojos (22 de julio de 1972)
  - La Plaza de Berkeley (24 de octubre de 1972)
  - La muerte de un viajante (10 de noviembre de 1972)
  - Diálogos de carmelitas (27 de abril de 1973)
  - La malcasada (25 de mayo de 1973)
  - Verde esmeralda (27 de julio de 1973)
  - El complejo de Filemón (31 de agosto de 1973)
  - Teresa de Jesús (19 de octubre de 1973)
  - El aprendiz de amante II (4 de agosto de 1975)
  - Usted puede ser un asesino (27 de junio de 1977)
  - El milagro de Ana Sullivan (20 de julio de 1978)
  - El orgullo de Albacete (22 de noviembre de 1978)
  - La dama duende (14 de febrero de 1979)
  - Los marqueses de Matute (28 de octubre de 1979)
  - El genio alegre (27 de enero de 1980)
  - El solar de mediacapa  (20 de abril de 1980)
  - ¡Que viene mi marido! (15 de mayo de 1981)
  - Vidas en blanco (5 de febrero de 1982)
  - Malvaloca (17 de enero de 1983)

- Novela
  - Resurrección (14 de febrero de 1966)
  - Resurrección II (15 de febrero de 1966)
  - Nosotros, los Rivero III (4 de junio de 1969)
  - El 2 de mayo (4 de mayo de 1970)
  - Sinfonía pastoral (1 de junio de 1970)
  - El primer amor de Desirée V (25 de junio de 1971)
  - Las aventuras del Marqués de Letorière (31 de diciembre de 1973)
  - Las aventuras del Marqués de Letorière VI (7 de enero de 1974)
  - Resurrección (9 de octubre de 1978)